# Jesenské (okres Levice)
Jesenské (v letech 1945-1992 Jesenské Údolie, maď. Setétkút) je obec na Slovensku v okrese Levice.

## Pamětihodnosti
Římskokatolický kostel sv. Václava, jednoduchá jednolodní stavba z let 1935-1938 s polygonálně ukončeným presbytářem a představenou věží. V interiéru se nachází oltář ze zlatého onyxu, dílo Ici Tabyové. Zařízení kostela je novodobé. Fasáda kostela je členěna kordonovými římsami, věž je ukončena jehlancovou helmicí. Jedná se o jediný kostel na Slovensku s tímto patrociniem.